# Gúdar
Gúdar es una localidad y municipio de la comarca Gúdar-Javalambre en la provincia de Teruel, en la comunidad autónoma de Aragón, España. Tiene un área de 60,77 km² con una población de 73 habitantes (INE 2016) y una densidad de 1,20 hab/km².
Se sitúa en la sierra de Gúdar.

## Toponimia

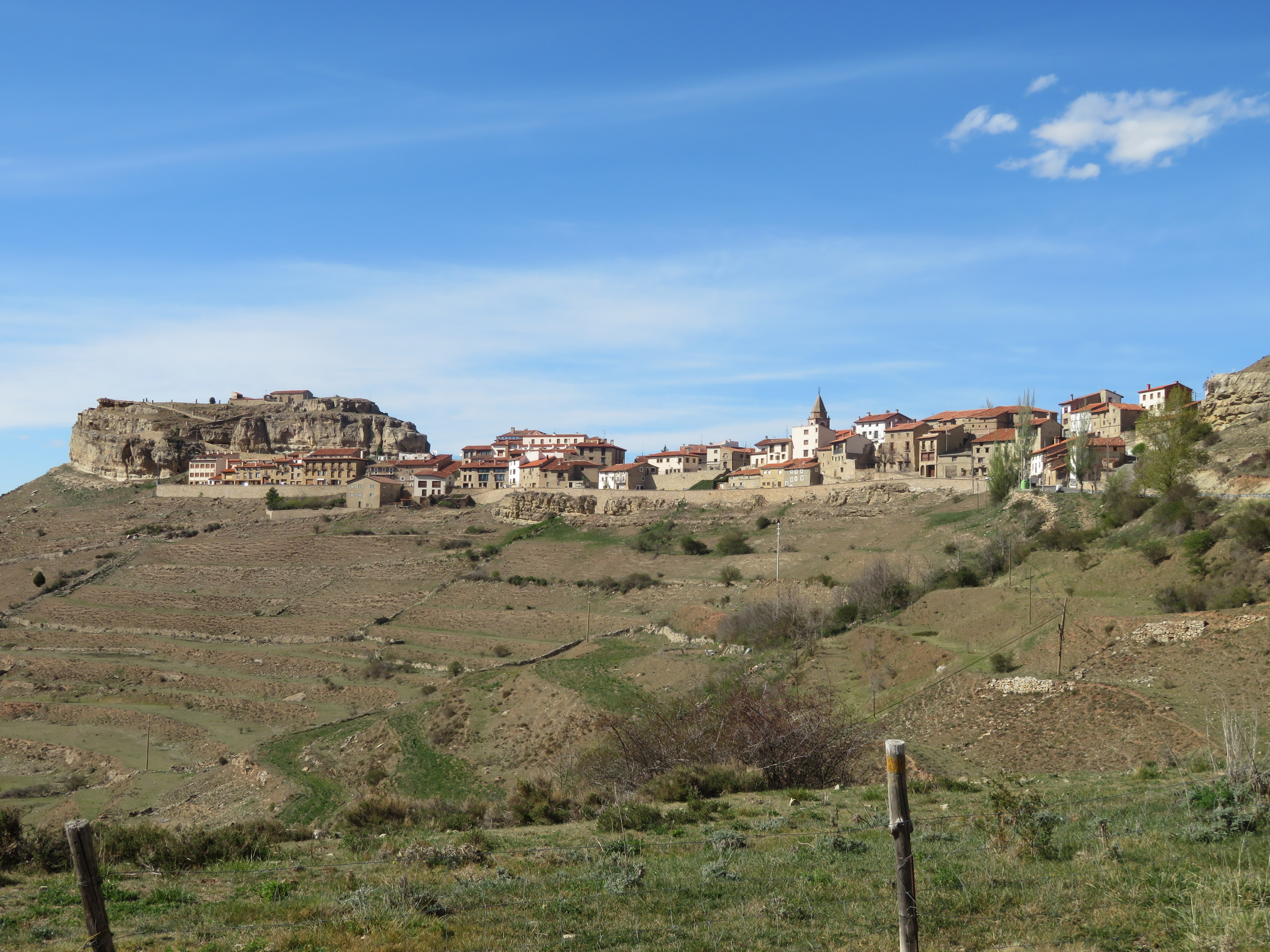
Gúdar, municipio de la comarca Gúdar-Javalambre, Teruel.

Según Miguel Asín Palacios, el nombre de la localidad procede del árabe ġudar (غدر), que este autor traduce como suelo duro y pedregoso.
(I) La inagotable "fuente" de don Pascual Madoz recoge la siguiente información sobre el lugar: "... hay también 4 deh.[esas] llamadas Saltidera, Loma de las Ormas, Laguna y Hostal Rubio, las cuales sostienen con sus escelentes yerbas porcion de ganado...".
En el Dictionary English-Persian al consultar el sustantivo lake (lago), traducido del persa da *daryáchah, * ghudar y *birkah.
Según Plinio; "... M. Varro refiere que a toda España llegaron iberos, persas, fenicios, celtas y púnicos...".
No queda lejos del lugar Alcalá de la Selva, cuya etimología proviene (según la más común opinión de estudiosos) del árabe, si bien existe cierta variación en la traducción de sus caracteres; el persa denomina al castillo (consulta del ingl. castle) * kal ‘ah, *hisár, *hisn, *ark. (II).
De (I) a (II) datos del ensayo Vástagos de Hércules I, pendiente de edición.

## Flora y fauna
Flora: en Gúdar la flora que hay son: Aliagas, Chopos, Sabina, Pino Negro, Pino Albar, Enebros, Boj, Sauces y Álamos.
Setas: Rebollones, Colmenillas, Bujarones, Setas De Cardo.
Fauna:En Gúdar los animales salvajes son: Jabalíes, liebres, zorras, perdices,.También hay buitres, que es muy frecuente verlos en el cielo cuando andas por el pueblo. También hay corzos, cabras que a veces se suelen ver por la carretera.

## Historia
Durante la Edad Media y todo el Antiguo régimen, hasta la división provincial de 1833, fue tierra de realengo, quedando encuadrada dentro de la comunidad de aldeas de Teruel en la sesma del Campo de Monteagudo 
La situación de la localidad ha cambiado desde sus orígenes. Durante el siglo XVI, la población vivía en la peña Magdalena, pero con el tiempo, fueron bajando hasta donde, actualmente, está situado el pueblo.
Entre el siglo XIV y el siglo XV, había entre 170 y 230 habitantes.

## Demografía
Gúdar cuenta con una población de 73 habitantes (INE 2024).
| Gráfica de evolución demográfica de Gúdar entre 1842 y 2021                                                         |
| |
| Población de derecho según los censos de población del INE Población de hecho según los censos de población del INE |

## Economía

### Evolución de la deuda viva
El concepto de deuda viva contempla solo las deudas con cajas y bancos relativas a créditos financieros, valores de renta fija y préstamos o créditos transferidos a terceros, excluyéndose, por tanto, la deuda comercial.
| Gráfica de evolución de la deuda viva del ayuntamiento entre 2008 y 2014                             |
| |
| Deuda viva del ayuntamiento en miles de Euros según datos del Ministerio de Hacienda y Ad. Públicas. |

La deuda viva municipal por habitante en 2014 ascendía a 2.342,11 €.

## Administración y política
| Período   | Alcalde                   | Partido |  |
| --------- | ------------------------- | ------- |  |
| 1979-1983 | Salvador Izquierdo García | UCD     |  |
| 1983-1987 |                           |         |  |
| 1987-1991 |                           |         |  |
| 1991-1995 |                           |         |  |
| 1995-1999 |                           |         |  |
| 1999-2003 |                           |         |  |
| 2003-2007 |                           |         |  |
| 2007-2011 |                           |         |  |
| 2011-2015 | Alberto Izquierdo Vicente | PAR     |  |
| 2015-2019 | Alberto Izquierdo Vicente | PAR     |  |

| Partido político    | Partido político                                   | 2003   | 2007   | 2011   | 2015   |
| Partido político    | Partido político                                   | Ediles | Ediles | Ediles | Ediles |
|                     | Partido Aragonés (PAR)                             | 1      | 3      | 2      | 2      |
|                     | Partido Popular de Aragón (PP)                     | —      | 1      | 1      | 1      |
|                     | Partido de los Socialistas de Aragón (PSOE-Aragón) | 0      | 1      | 0      | —      |
|                     | Chunta Aragonesista (CHA)                          | —      | 0      | —      | —      |
|                     | Izquierda Unida (IU)                               | —      | 0      | —      | —      |
| Total de concejales | Total de concejales                                | 1      | 5      | 3      | 3      |

## Patrimonio histórico
Entre su arquitectura destacan la iglesia de Santa Bárbara (siglo XVIII) y la ermita de la Magdalena (siglo XII).
Ermita de la Magdalena
Asociada al primer emplazamiento de esta aldea de la comunidad de Teruel. Tras el desplazamiento de la población a la vaguada en la que actualmente se asienta, este templo pasó a desempeñar las funciones de ermita, si bien se mantuvo la función de camposanto, habitualmente habituado a las parroquias bajo medievales, dando lugar a la existencia de dos cementerios(éste y el asociado a la actual iglesia parroquial), ya documentados por Pascual Madoz en 1847.En este templo conservado tiene elementos de traza gótica y pudo erigirse en las últimas décadas del siglo XIV o ya en siglo XV, posiblemente sobre los restos de las iglesia documentada en el siglo XIII. Este templo presenta múltiples fases constructivas, pudiéndose considerar que la parte antigua del mismo se corresponde con la zona de la portada y de los pies.El templo ha perdido al menos un tramo de la antigua iglesia gótica, localizado en lo que actualmente es el cementerio.
Desde los tiempos más remotos, hay presencia de la constancia humana en las sierras de Gúdar-Javalambre, y en sus aledaños. La época neolítica presenta sus vestigios en Abejuela, Formiche Bajo, Mora de Rubielos, o pinturas rupestres, de influencia levantina, en el barranco de Valtuerta y en el de Gilbert en Mosqueruela. Aunque es más tarde, ya en la Edad del Bronce, cuando se estableció una población dedicada a la agricultura y a la ganadería, de la que se conservan yacimientos como los de Albentosa, Alcalá de la Selva, Formiche Alto y Formiche Bajo, Manzanera, Mosqueruela y Olba; junto con los de la primera Edad del Hierro en la Rambla de las Truchas de Osicerda en Mosqueruela.
Sin embargo, la información aumenta con el proceso de iberización, con asentamientos en Mosqueruela y huellas de su estancia en Albentosa, Arcos de las Salinas, Manzanera y los yacimientos del cerro de las Majadas (El Castellar), Los Castillejos (La Puebla de Valverde), Mas Royo (Puertomingalvo), Cabezo del Rul (Rubielos de Mora) o en Sarrión.

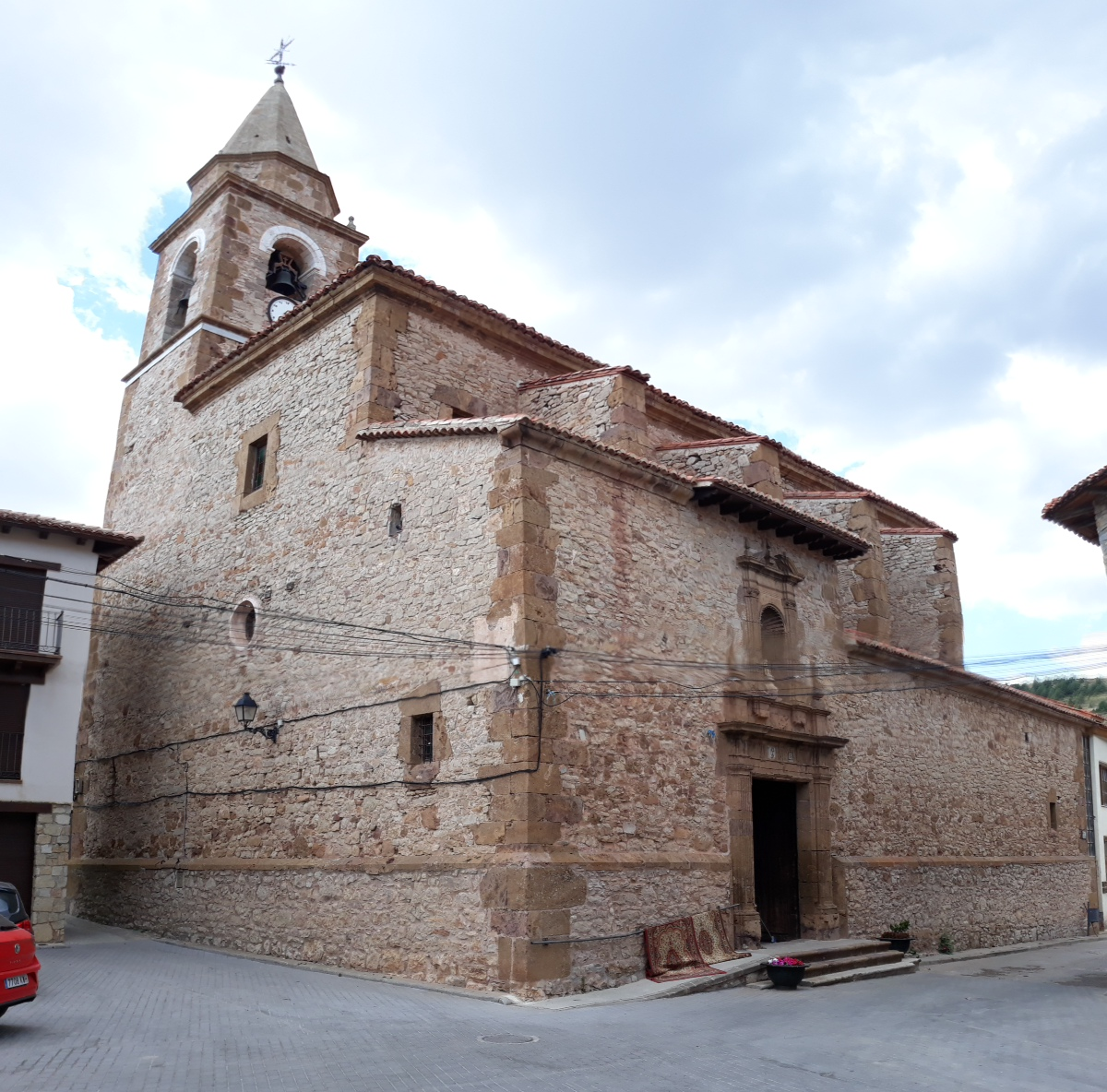
Iglesia de Santa Bárbara
Destaca en el grueso del casco urbano. Es un edificio neoclásico, de mampostería y cantería, construido en el siglo XVIII.La Torre campanario se alza a los pies, en el lado del Evangelio, y consta de dos cuerpos de mampostería, con chapitel y bella veleta de hierro en el remate.

## Festividades
Gúdar celebra sus fiestas patronales el 24 de junio, coincidiendo con la festividad de San Juan:
Se hace una enramada, en la cual los hombres solteros cortan ramas de chopo y se las ponen a las mujeres solteras, antes de que se levanten con motivo de petición de amor.
También se celebran fiestas en agosto, que son las fiestas de la Amistad.
Para dar la bienvenida a las fiestas de agosto se hace un chupinazo, la comisión se ponen en el balcón del ayuntamiento y tira confeti, caramelos etc.y luego los niños hacen una guerra de agua.
Después del chupinazo hay concurso popular de tortillas y también otro de disfraces infantiles.
El sábado de fiestas, en el “barrio bajo” se hace una hoguera gigante para asar chuletas, que luego se dan en bocadillos en el centro cultural y se reparten para todos los socios.

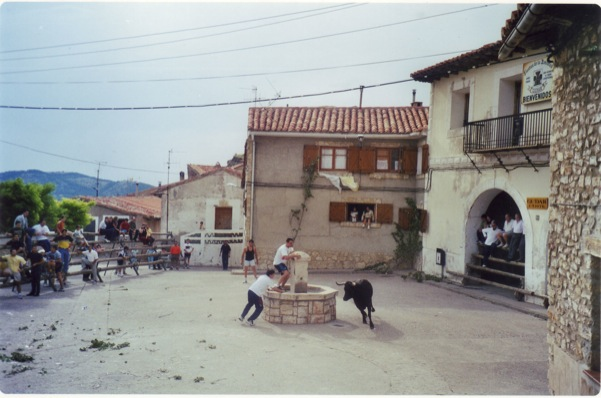

Es muy típico y muy tradicional que haya bastantes festejos taurinos, porque en Gúdar la mayoría de la gente por no decir todas son taurinas, por la mañana, por la tarde, y por la noche.Es una tradición muy frecuente en Gúdar.
Después de los toros por la noche las orquestas actúan en el escenario de la carpa, y cuando se termina la orquesta un DJ del pueblo hace una discomóvil en el centro cultural.
También es típico que en las fiestas haya concursos de parchís y guiñote, pero también hay de más cosas como frontón y todo eso, luego por el pueblo los "festeros" realizan algún juego para todos los niños por el pueblo por las tardes normalmente. Una cosa muy típica también es por la mañana que hagan para los más pequeños unas colchonetas. En todas estas actividades y juegos pueden participar gente de todas las edades. También a las mujeres siempre se les suele hacer una cena y acuden todas las mujeres del pueblo y tienen siempre un entretenimiento, pero solo pueden ir mujeres.Pero también hay otra comida pero no cena sino comida y es esta es solo para los hombres y se suele hacer debajo de la carpa que montan en una plaza.
Las fiestas varían la fecha entre la antepenúltima y la última semana de agosto.
En la noche del sábado también es típico y tradicional que haya un concurso de morra que es muy famoso porque Gúdar es un pueblo amante de la morra.
En la plaza, se pone una carpa al principio de las fiestas donde el domingo se suele celebrar una comida popular.